# Saint-Christophe-sur-Condé
Saint-Christophe-sur-Condé é uma comuna francesa na região administrativa da Normandia, no departamento de Eure. Estende-se por uma área de 9,06 km². Em 2010 a comuna tinha 462 habitantes (densidade: 51 hab./km²).